# Parti social-national d'Ukraine
Le Parti social-national ukrainien (en ukrainien : Соціал-національна партія України) est un ancien parti politique ukrainien ayant existé entre 1991 et 2004, devenu Svoboda. Le nom du parti fait référence au Parti national-socialiste des travailleurs allemands.
Classé à l'extrême droite, le parti se réclame ultranationaliste, néofasciste ainsi qu'anticommuniste,.

## Histoire
Le parti a été fondé en 1991 par la Fraternité étudiante de la ville de Lviv, l'association des vétérans de la guerre soviétique en Afghanistan, le mouvement jeune « Spadshchyna » (Héritage) ainsi que la Garde Rukh. L'idéologie du parti se fonde sur l'ouvrage Deux révolutions du politique Iaroslav Stetsko, membre de l'Organisation des nationalistes ukrainiens,. L'emblème du parti est une image réfléchie d'un crampon.
Le 21 septembre 1993, ses partisans vinrent au parlement ukrainien tout de noir vêtus afin de se distinguer des activistes de l'Assemblée nationale ukrainienne - Autodéfense ukrainienne.
Le parti aurait été impliqué au sein d'un affrontement criminel ayant donné lieu à l'élimination physique des éléments criminels de la région caucasienne de l'Ukraine occidentale. Selon le site Web de Svoboda, lors des Élections législatives ukrainiennes de 1994, le parti présenta son programme comme se distinguant des communistes et des sociaux-démocrates. Le parti social-national ne remporta aucun siège au parlement national, mais parvint à gagner quelques sièges au Conseil de l'oblast de Lviv.
Lors des élections législatives ukrainiennes de 1998, le parti forma une union avec le Mouvement politique pan-ukrainien « Indépendance de l'État de l'Ukraine » intitulée "Moins de mots" (en ukrainien : Менше слів), ayant recueilli 0,16% du suffrage national. Oleh Tyahnybok, en tant que membre du Conseil des commissaires du Parti social-national, a été élu au sein du parlement ukrainien lors de cette élection. Il devint membre de la faction Mouvement populaire d'Ukraine.
En 1999, le parti établit l'organisation paramilitaire ultranationaliste Patriotes d'Ukraine en tant qu'"Association de Soutien" ou "Association d'Assistance" aux Forces armées de l'Ukraine. En 2000, sur invitation du parti, Jean-Marie Le Pen rendit visite à l'Ukraine (alors président du Front national). L'organisation paramilitaire a été dissoute en 2004 lors de la réforme du parti, puis reformée en 2005 et est actuellement l'un des cinq partis majeurs du pays. Svoboda mit officiellement fin à leur collaboration en 2007, mais les deux partis demeurent officieusement liés,,.
En 2001, le parti se joignit à la campagne de protestation L'Ukraine sans Koutchma et s'engagea dans la formation de l'union des partis de droite ukrainiens et soutint la candidature de Viktor Iouchtchenko au poste de premier ministre, bien qu'il ne figura pas dans les listes du parti lors des élections législatives ukrainiennes de 2002, et que certains de ses candidats se soient présentés dans des circonscriptions uniques,. Le parti récolta de nouveau un faible score aux élections. Cependant, en tant que membre du Bloc Notre Ukraine de Viktor Iouchtchenko, Tyahnybok a été réélu au parlement ukrainien. Le parti remporta deux sièges au conseil des députés de l'oblast de Lviv et obtint une représentation dans les conseils municipaux et de district des oblasts de Lviv et de Volhynie.
En 2004, le parti comptait moins d'un millier de membres. Cette année-là, Andriy Paroubiy quitta le parti et rejoignit le parti de centre droit Notre Ukraine.
Le parti changea de nom en février 2004 avec l'arrivée de Oleh Tyahnybok en tant que président du parti. Tyahnybok essaya de lisser l'image extrémiste du parti. Non seulement le parti changea de nom, mais abandonna aussi le logo faisant référence au crampon avec la main à trois doigts rappelant le signe indépendantiste du Tryzoub de la fin des années 1980,. Svoboda évinça également des groupes néonazis ainsi que des groupes radicaux, s'éloignant de son passé néofasciste tout en conservant le soutien des nationalistes.

## Idéologie
Certains médias, tel que Lev Golinkin dans The Nation qualifia le parti de « néonazi. » Or, selon un article universitaire, « Seul un petit nombre de politistes considéra le Parti social-national ukrainien ainsi que son idéologie. Andreas Umland et Anton Shekhovtsov l'ont qualifié de néofasciste et d'extrême droite... Tadeusz A. Olszanski décrit l'idéologie comme un nationalisme radical composé d'une rhétorique sociale radicale. Une étude considère le positionnement idéologique du parti comme étant natiocentrique et même libéral, mais constate également que le chef du parti a des opinions différentes du programme politique. »
Umland et Shekhovtsov rédigèrent que "de ces nombreux partis nationalistes ukrainiens, le Parti Social-National était le moins enclin à dissimuler ses affiliations néofascistes... le nom officiel de l'idéologie du parti, "nationalisme social", fait clairement référence au "socialisme national" - le nom officiel de l'idéologie du Parti national-socialiste des travailleurs allemands et du régime hitlérien. Selon Der Spiegel, l'intitulé "Parti social-national" était une "référence volontaire au Parti national-socialiste des travailleurs allemands d'Adolf Hitler.
Un autre écho était l'usage du logo ressemblant au crampon, un symbole populaire parmi les groupes néonazis : "Son symbole officiel était le quelque peu modifié crampon, employé comme symbole par la 2e division SS Das Reich ainsi que la 34e division SS Landstorm Nederland pendant la seconde guerre mondiale et par un nombre d'organisations néofascistes européennes après 1945. Comme vu par la direction du parti, le crampon devint l'« idée de la nation. » Le politologue ukrainien Vitaliy Kulyk, cependant, déclara que bien que semblable aux signes utilisés par les organisations néonazies en Europe, le signe "Idée de la Nation" n'avait rien de commun avec le crampon et aucune action ne confirma l'image nazi du parti.
Le politiste Tadeusz Olszański écrivit que l'idéologie social-nationaliste a adhéré à une « rhétorique ouvertement raciste » concernant la 'suprématie blanche' depuis son établissement, et que par conséquent les comparaisons au Socialisme National étaient légitimées par cette histoire. Le parti prôna l'idéologie social-nationaliste en combinant un nationalisme radical ainsi qu'une rhétorique sociale tout aussi radicale. Parmi les règles de son idéologie, il y avait : une perception de la nation comme communauté naturelle, la primauté des droits de la nation par-dessus les droits de l'homme, l'urgence de construire une "économie ethnique", mais également une rhétorique ouvertement raciste concernant la « suprématie blanche. »
Selon Artem Iovenko, « Extérieurement, le Parti social-national s'est éloigné de l'étiquette fasciste. » Le nouveau président du parti, Oleh Tyahnybok, déclara en 2004 : « Nous n'étions pas fascistes. Nous n'avions jamais partagé l'idéologie du socialisme national allemand. »

## Résultats électoraux
| Année | Voix   | %    | Sièges  | Gouvernement        |
| ----- | ------ | ---- | ------- | ------------------- |
| 1994  | 49 483 | 0,2  | 0 / 450 | Extra-parlementaire |
| 1998  | 45 155 | 0,16 | 1 / 450 | Opposition          |